# Profesionalac (2003.)
Profesionalac je srpski film iz 2003. godine u režisera Dušana Kovačevića, koji je napisao i scenarij po svojoj istoimenoj kazališnoj predstavi. Glavne uloge tumače Bora Todorović i Branislav Lečić. Film je bio srpski kandidat za Oskara, za najbolji film van engleskog govornog područja za 2003. godinu.

## Kratak sadržaj
Do jučer univerzitetski profesor, pisac, boem, pripadnik beogradske inteligencije i vatreni protivnik Miloševićevog režima, Teodor Teja Kraj (Branislav Lečić) je danas direktor jedne velike izdavačke kuće. Jednog dana u njegov ured nepozvan ulazi neobičan stranac s velikim kovčegom u ruci. Taj čovjek je Luka Laban (Bora Todorović), bivši agent srpske službe sigurnosti, danas je taksist. Odjednom počinje sučeljavanje ova čovjeka koje je puno iznenađenja i nevjerojatnih obrta. Tokom upoznavanja Luke saznajemo da je njegova misija posljednjih deset godina bila uhođenje Teje, pisanje izvještaja o njegovim postupcima, špijuniranje do najintimnijih trenutaka u njegovom životu.